# Amanda Christie
Amanda Hooper (r. Christie, Southland, Novi Zeland, 1980 - Christchurch, 22. veljače 2011.) bila je novozelandska hokejašica na travi, novozelandska reprezentativka od 2001. do 2003. Poginula je u potresu u Christchurchu 2011. u dobi od 30 godina.

## Sudjelovanja na velikim natjecanjima
- Trofej prvakinja 2002. u Makau: 5. mjesto
- Svjetski kup 2002. u Perthu: 11. mjesto
- Champions Challenge 2003. u Cataniji: 4. mjesto